# テペヨロトル

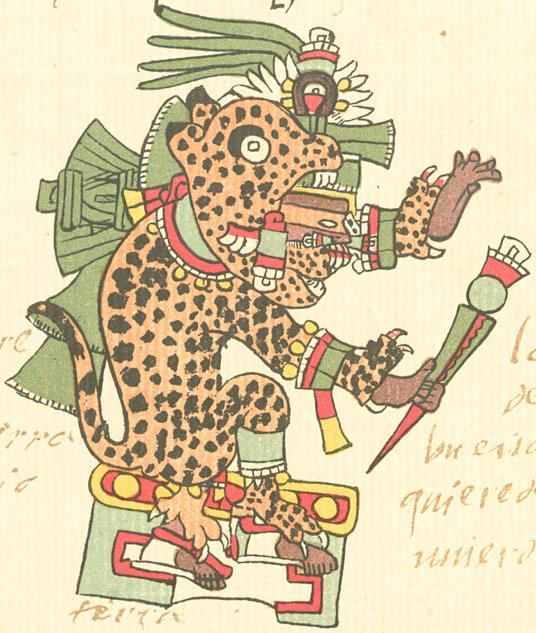
テペヨロトル

テペヨロトル（Tepeyollotl）、テペヨリョトルまたはテペヨリョトリ（Tepeyollotli）は、アステカ神話に伝わる神。夜の神々の九柱の内の八番目で、その名は「山の心臓」を意味する。
地震、山彦、およびジャガーの神で、太陽に向かって跳ねるジャガーで現される。
テスカトリポカと同一視される。